# Karin Blumberger-Sauerteig
Karin-Elsa Blumberger-Sauerteig, geb. Blumberger (* 3. April 1945 in Drangstedt), ist eine deutsche Diplomatin und war von 2008 bis 2010 Botschafterin in Kamerun, Äquatorialguinea sowie der Zentralafrikanischen Republik.

## Biografie
Nach dem Abitur studierte sie zwischen 1964 und 1971 Geschichte und Romanische Philologie.
1973 trat sie in den Diplomatischen Dienst ein und war während ihrer Attachéausbildung von 1973 bis 1976 im Protokoll sowie der Politischen Abteilung des Auswärtigen Amtes tätig. Anschließend folgte zunächst eine Verwendung als Wirtschaftsreferentin an der Botschaft in Nigeria sowie danach von 1979 bis 1982 als Pressereferentin an der Botschaft in Rom. Nach ihrer Rückkehr nach Deutschland war sie erneut Mitarbeiterin des Protokolls des Bundesaußenministeriums, ehe sie von 1985 bis 1988 Wirtschaftsreferentin an der Botschaft in Ungarn fungierte. Danach folgte eine Verwendung als Pressereferentin an der Botschaft in Kanada sowie von 1991 bis 1994 erneut in der Politischen Abteilung des Auswärtigen Amtes.
Nach der Teilnahme an einem einjährigen Austausch im Italienischen Außenministerium war sie zwischen 1995 und 1999 Ständige Vertreterin des Botschafters in Dänemark.
1999 wurde Frau Blumberger-Sauerteig Botschafterin in der Elfenbeinküste. Zugleich war sie bis zur Beendigung dieser Tätigkeit und Ablösung durch Marius Haas im Jahr 2002 auch in Liberia und Niger akkreditiert.
Nach einer erneuten Tätigkeit im Bundesaußenministerium war sie zwischen 2004 und 2008 Botschafterin in Simbabwe. Nachfolger auf diesem Posten wurde Albrecht Conze.
Von 2008 bis 2010 war Karin Blumberger-Sauerteig als Nachfolgerin des in den Ruhestand getretenen Volker Seitz Botschafter in Kamerun. Zugleich ist sie als Botschafterin in Äquatorialguinea sowie der Zentralafrikanischen Republik akkreditiert.
1984 heiratete sie den Diplomaten Hans-Burkhard Sauerteig, ehemals deutscher Botschafter in Benin.